# NGC 3469
NGC 3469 este o galaxie spirală situată în constelația Cupa. A fost descoperită în 7 mai 1836 de către John Herschel. Se află la o distanță de 64,86 de megaparseci de Pământ.